# Hammelvognen
Hammelvognen (Гаммельвонен) — з 1887 року данський виробник автомобілів. Штаб-квартира розташована в місті Копенгаген. У 1888 році компанія припинила виробництво автомобілів.

## Альберт Гаммель
Карл Бенц побудував свій перший автомобіль в 1885 році, а запатентував його в 1886 році, його нарівні з Готтлібом Даймлером вважають першою людиною, що побудувала автомобіль з ДВЗ, однак автомобіль Бенца був триколісний, а Даймлер свій 4-колісний автомобіль побудував тільки в 1892 році. Ще в 1887 році, тобто всього через рік після отримання патенту на «Patent-Motorwagen» Німеччини, в Данії з'явився перших чотириколісний автомобіль з ДВЗ.

## Виробництво автомобіля
Альберт Фредерікус Леополдус Гаммель народився в 1835 році в місті Копенгаген, якийсь час він працював сантехніком, а в 1882 році став виготовляти газові стаціонарні двигуни. У 1887 році Гаммель найняв 26-річного коваля Ганса Урбана Йогансена, який і побудував автомобіль підприємцю. Різні сучасні джерела вказують різні дати створення: 1886 і 1888 роки, однак в документах вказано 1887 рік.

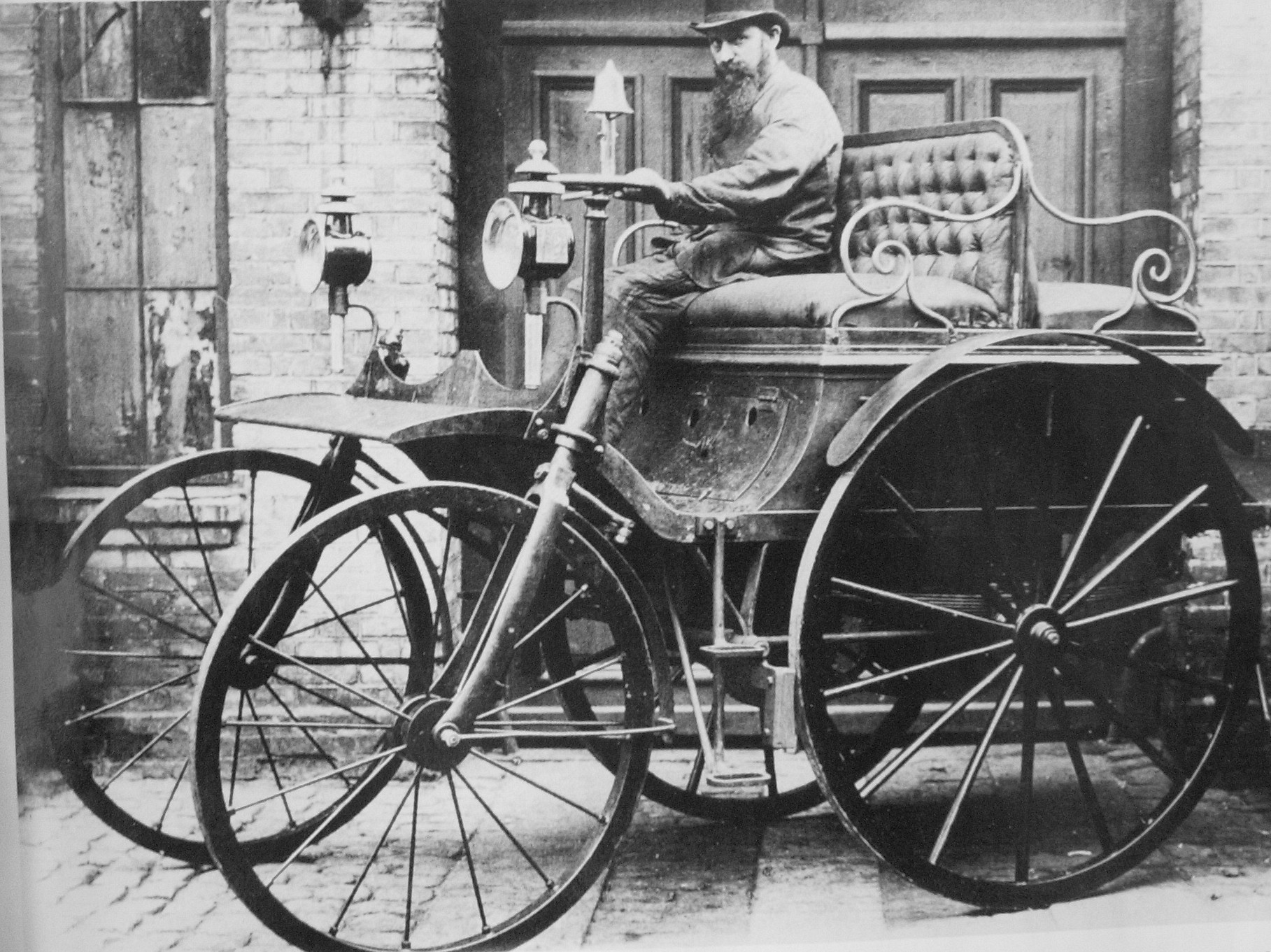
Hammelvognen, за кермом сам Альберт Гаммель

Під 4-колісною каретою з кузовом типу Dos-à-dos (пасажири сиділи один до одного спиною) Йогансен установив 4-тактний 2-циліндровий двигун власної конструкції, який при об'ємі у 2,7 л мав потужність 3.5 к.с., при цьому двигун не міг розкручуватися понад 500 об./хв. Мотор був оснащений карбюратором, а запалювання паливної суміші відбувалося за допомогою розжарювальних трубок. Колінчастий вал не був литим, а кованим, привід задніх коліс задіювався через ланцюгову передачу, при цьому машина мала і задній хід. Автомобіль був оснащений кермом, але у рульового управління «Гаммельвонена» була цікава особливість — при повороті керма наліво колеса повертали направо і навпаки. Щоб управляти таким автомобілем, потрібно було мати особливі навички, а тоді ніяких правил системи управління автомобілем просто не було. Щоб привертати увагу пішоходів, на машину встановили латунний дзвін, але задіювати його практично не доводилося, гучний двигун було чути здалеку. Автомобілем користувалися декілька років, поки в 1892 році його не поставили в гараж, в 1903 році помер господар, і про автомобіль незабаром зовсім забули.

## Реставрація автомобіля
Вперше про машину згадали в 1926 році, коли Данський королівський автомобільний клуб святкував своє 25-річчя, машину знайшли, відмили від пилу і через рік виставили в музеї. У 1951 році, коли Данський королівський автомобільний клуб святкував вже своє 50-річчя, раптом знову згадали про даний апарат, весь цей час він стояв у задвірках Технічного музею, його стан був поганим, довелося неабияк потрудитися, щоб додати пристойний вигляд. Яке ж було здивування механіків фірми F. Bülow & Co, яка проводила реставрацію, коли машина завелася всього з другого оберту колінвалу. У 1952 році машина була готова до демонстрації, її виставили в парку Тіволі, а через два роки Hammelvognen взяв участь в пробігу автоветеранів в Англії, від Лондона до Брайтона рівно 91 км, але авто йшло цей шлях цілих 12 годин і 47 хвилин (з середньою швидкістю 7 км/год).

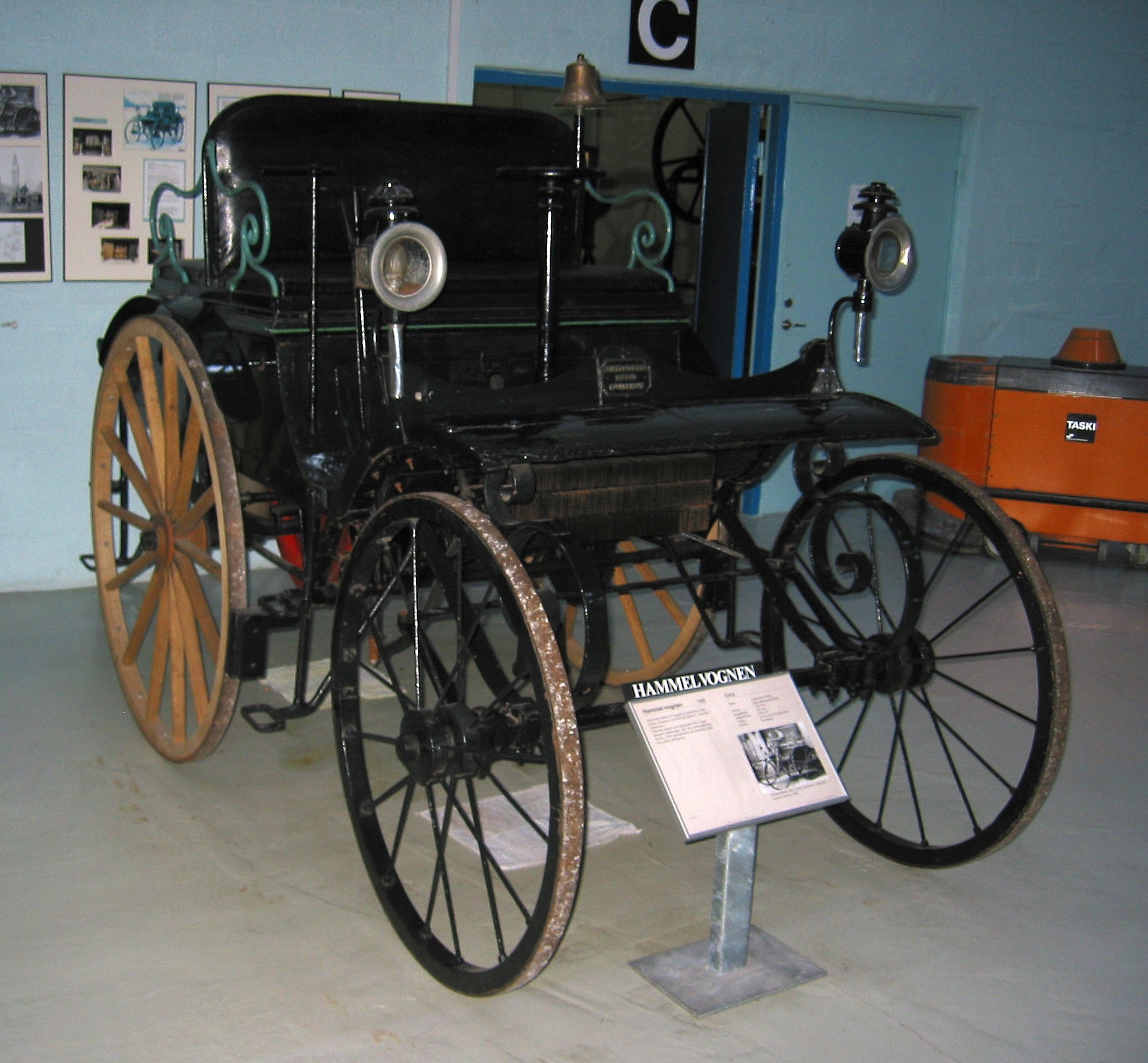
Hammelvognen 1887 року

Автомобіль сьогодні знаходиться в технічному музеї Копенгагена, і на сьогодні є найстарішим автомобілем, який може самостійно пересуватися. Виставлені в музеях «Патент-Моторвагени» Бенца, які на рік старші данського автомобіля, є всього-лише репліками.
Гаммель (етнічний німець) спочатку ставився до свого механізму, як до забави, а не як до бізнес-проекту, на відміну від розважливих Бенца і Даймлера.

## Список автомобілів Hammelvognen
- 1887 — Hammelvognen